# Brzeźno (gmina Borne Sulinowo)
Brzeźno – osada leśna w woj. zachodniopomorskim, w powiecie szczecineckim, w gminie Borne Sulinowo, położone pomiędzy rzeką Piławą a jeziorem Brzeźno.